# Wałoki (Chojniki)
Wałoki (biał. Валокі; ros. Волоки, Wołoki) – część miasta Chojniki na Białorusi, w obwodzie homelskim, w rejonie chojnickim. Do 1972 roku oddzielna wieś.
Na mapach carskich z połowy XIX wieku oznaczona jako samodzielna wieś licząca 59 budynków. Na południe od niej znajdowały się folwark i cmentarz.